# Pavel Mráz (fotbalista)
Pavel Mráz (* 31. srpna 1968 Praha) je český fotbalista a trenér.

## Hráčská kariéra
Začínal v pražské Lokomotivě, poté hrál za Motorlet a základní vojenskou službu strávil ve VTJ Karlovy Vary. Po vojně byl hráčem Dynama České Budějovice, odkud v roce 1990 zamířil do Rakouska.
V sezonách 1992/93, 1995/96 a 1996/97 nastupoval v rakouské Bundeslize za LASK Linec a SV Ried. V obou klubech působil i ve druhé nejvyšší soutěži.
Roku 1997 se přesunul na Maltu, kde hrál za kluby Sliema Wanderers, Hibernians FC, Valletta FC, Nadur Youngsters FC a opět Sliema Wanderers. V sezoně 2000/01 získal s klubem Valletta FC šest trofejí (mistrovský titul, vítězství v maltském poháru, Superpoháru, Löwenbrau Cupu, Air Malta Centenary Cupu a Super 5 Cupu). Maltský titul získal také s mužstvem Sliema Wanderers.
Od roku 2002 hrál za FC Pragis FV Plast Satalice (2002/03) a od července 2003 do února 2007 opět v Rakousku (SV Riedau a Union St. Willibald). Od 1. března 2007 až do konce února 2016 byl hráčem FK Bohemians Praha, kde nastupoval za B-mužstvo a odkud postupně hostoval v klubech SK Zeleneč, FK Chmel Blšany, SK Viktorie Jirny, opět FK Chmel Blšany a TJ Avia Čakovice. Na jaře 2016 a v sezoně 2016/17 hrál za TJ Žitenice, odkud přestoupil do FK Kralupy 1901 (2017–2019). Zatím posledním působištěm je TJ Sokol Nová Ves (registrován od 21. září 2019).

### Evropské poháry
Zaznamenal 12 startů v evropských pohárech, v nichž vstřelil dvě branky. V dresu Valletta FC absolvoval 4 zápasy (po dvou v předkolech Poháru UEFA 2000/01 a Ligy mistrů UEFA 2001/02), za Hibernians FC odehrál 2 utkání v Poháru vítězů pohárů 1998/99 a zbylých 6 duelů si připsal v Poháru Intertoto (čtyři za SV Ried v sezoně 1996 a dva za Sliema Wanderers v ročníku 1998).
Podle zjištění disciplinární komise UEFA se před odvetným zápasem 1. kola Poháru Intertoto 1998, ve kterém dal obě své branky v evropských pohárech, pokusil podplatit slovenského brankáře Júlia Nôtu (1971–2009) chytajícího za maďarský Diósgyőri FC, za což byl 26. ledna 1999 potrestán zákazem startu v evropských pohárech do 31. prosince 1999. Pavel Mráz se proti tomuto rozhodnutí odvolal.

### Ligová bilance
| Ročník           | Zápasy | Góly | Minuty | Klub             |
| ---------------- | ------ | ---- | ------ | ---------------- |
| II. liga 1990/91 | 15     | 2    | 1 085  | LASK Linec       |
| II. liga 1991/92 | 20     | 8    | 1 735  | LASK Linec       |
| I. liga 1992/93  | 22     | 1    | 1 886  | LASK Linec       |
| II. liga 1993/94 | 26     | 11   | 2 114  | SV Ried          |
| II. liga 1994/95 | 26     | 10   | 2 195  | SV Ried          |
| I. liga 1995/96  | 33     | 3    | 2 252  | SV Ried          |
| I. liga 1996/97  | 30     | 0    | 1 707  | SV Ried          |
| I. liga 1997/98  | –      | –    | –      | Sliema Wanderers |
| I. liga 1998/99  | –      | –    | –      | Hibernians FC    |
| I. liga 1998/99  | 17     | 3    | –      | Valletta FC      |
| I. liga 1999/00  | 17     | 4    | –      | Valletta FC      |
| I. liga 2000/01  | 24     | 10   | –      | Valletta FC      |
| I. liga 2001/02  | 8      | 0    | 576    | Valletta FC      |
| I. liga 2002/03  | –      | –    | –      | Sliema Wanderers |
| CELKEM I. LIGA   | 85     | 4    | 5 845  |                  |
| CELKEM I. LIGA   | –      | –    | –      |                  |
| CELKEM II. LIGA  | 87     | 31   | 7 129  |                  |

## Trenérská kariéra
V roce 2008 se začal věnovat tréninku mládeže v FK Bohemians Praha. Byl také asistentem trenéra a kondičním trenérem u A-mužstva.